# Hararge
Hararge o Hararghe (amárico: ሐረርጌ; harari: ሐረርጌይ, oromo: Harargee, somalí: Xararge) era una de las antiguas provincias de Etiopía en la parte oriental, con su capital en Harar Jugol. Incluía la parte etíope del Ogadén. Limitaba al sur con Bale, al suroeste con Arsi, al oeste con Shewa, al noroeste con Wolo, al noreste por la Somalilandia francesa, y al este por Somalia. Hararge era la patria histórica de los Harla.
Hararge nació como resultado de la Proclamación 1 de 1943, que creó 12 taklai ghizats a partir de las 42 provincias existentes de diferentes tamaños. El gobierno de Etiopía muestra que Hararge fue creado en 1935 al combinar el Sultanato de Aussa, las tierras de Ogadén, Isaaq, Issa y Gadabuursi, con las provincias de Chercher y Harar. En 1960, la parte de la provincia situada al sur del río Shebelle se convirtió en la provincia de Bale. Con la adopción de la nueva constitución en 1995, Hararge se dividió entre las regiones de Oromía, Harar (una pequeña fracción de apenas 311 km²), Afar y Ogadén, formando una gran parte de esta última.

## Awrajas
La provincia estaba dividida en 13 awrajas (distritos).
- Chercher, Adal y Gara Guracha
- Degeh Bur
- Dire Dawa, Isa y Gurgura
- Gara Muleta
- Gode
- Gursum
- Habro
- Harer Zuriya
- Jijiga
- Kebri Dehar
- Kelafo
- Webera
- Welwel y Warder